# فلوسوکسولول
فلوسوکسولول (انگلیسی: Flusoxolol) یک مسدودکننده گیرنده بتا-۱ انتخابی است.